# Нижньосиньовидненська сільська рада
Нижньосиньовидненська сільська рада — колишній орган місцевого самоврядування у Сколівському районі Львівської області. Адміністративний центр — село Нижнє Синьовидне.

## Загальні відомості
Нижньосиньовидненська сільська рада утворена в 1940 році. Територією ради протікає річка Стрий.

## Населені пункти
Сільській раді підпорядковані населені пункти:
- с. Нижнє Синьовидне
- с. Тишівниця

## Склад ради
Рада складається з 16 депутатів та голови.

### Керівний склад попередніх скликань
| ПІБ                              | Основні відомості                                                                                              | Дата обрання | Дата звільнення |
| -------------------------------- | --- | ------------ | --------------- |
| Фалінський Михайло Володимирович | Сільський голова, 1967 року народження, освіта середня загальна, член Всеукраїнського об'єднання «Батьківщина» | 26.03.2006   | 31.10.2010      |
| Фалінський Михайло Володимирович | Сільський голова, 1967 року народження, освіта середня загальна, член Всеукраїнського об'єднання «Батьківщина» | 31.10.2010   |                 |

Примітка: таблиця складена за даними джерела

## Населення
Згідно з переписом УРСР 1989 року чисельність наявного населення сільської ради становила 1217 осіб, з яких 561 чоловік та 656 жінок.
За переписом населення України 2001 року в сільській раді мешкало 1210 осіб.

### Мова
Розподіл населення за рідною мовою за даними перепису 2001 року:
| Мова       | Відсоток |
| ---------- | -------- |
| українська | 99,59 %  |
| російська  | 0,33 %   |
| білоруська | 0,08 %   |